# Лана (притока Тиране)
Лана (алб. Lanë, Lana) је речица која протиче кроз Тирану, главни град Албаније. Извор Лане је на планинама источно од Тиране. Обала Лане је уређена током мандата градоначелника Еди Раме али је поток и даље изузетно загађен. Поток је дуг 29 km, улива се у реку Тирану.